# Lista över Brandenburgs ministerpresidenter
Detta är en lista över ministerpresidenter (regeringschefer) i det tyska förbundslandet Brandenburg.
| Namn                                                 | Från | Till | Parti              |
| ---------------------------------------------------- | ---- | ---- | ------------------ |
| Karl Steinhoff                                       | 1945 | 1949 | SPD, från 1946 SED |
| Rudolf Jahn                                          | 1949 | 1952 | SED                |
| Mellan 1952 och 1990 fanns ingen delstat Brandenburg |      |      |                    |
| Manfred Stolpe                                       | 1990 | 2002 | SPD                |
| Matthias Platzeck                                    | 2002 | 2013 | SPD                |
| Dietmar Woidke                                       | 2013 |      | SPD                |